# 小濱城 (若狹國)
小濱城（おばまじょう）是位在福井縣小濱市的一座城。江戶時代是小濱藩之藩廳。雅號雲濱城（うんぴんじょう）。明治8年（1875年），在本丸跡建立祭祀藩祖酒井忠勝的小濱神社。

## 遺跡

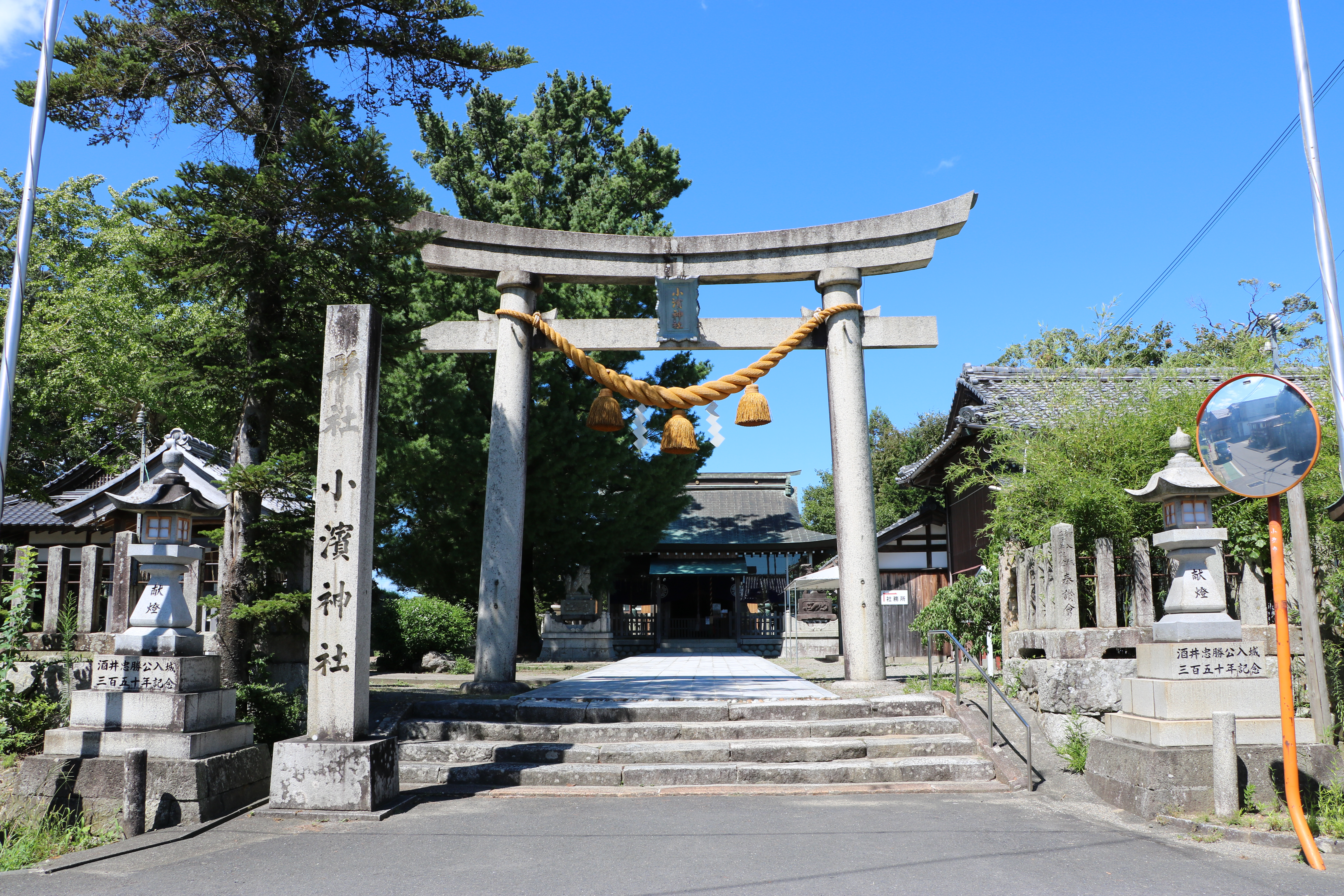
建於本丸遺跡的小濱神社鳥居

## 關連項目
- 小濱藩

## 外部連結
- 小浜城天守閣復元整備計画